# Tetrathemis irregularis
Tetrathemis irregularis är en trollsländeart. Tetrathemis irregularis ingår i släktet Tetrathemis och familjen segeltrollsländor. IUCN kategoriserar arten globalt som livskraftig.

## Underarter
Arten delas in i följande underarter:
- T. i. cladophila
- T. i. dives
- T. i. hyalina
- T. i. irregularis
- T. i. papuensis